# Mosweu
Mosweu is een dorp in het district Central in Botswana. De plaats telt 397 inwoners (2011).